# Exaiptasia pallida
Exaiptasia is een geslacht van zeeanemonen uit de familie Aiptasiidae, die voorkomt in het westelijke deel van de Atlantische Oceaan, de Caraïbische Zee en de Golf van Mexico. Het is een monotypisch geslacht waartoe slechts één soort behoort, Exaiptasia pallida of simpelweg Aiptasia. Het is een veelgebruikt modelorganisme.
E. pallida is een bruine, koloniale zeeanemoon. Levende exemplaren zijn zoöxanthellaat; ze leven in symbiose met dinoflagellaten, eencellige fotosynthetische algen die in de binnenste weefsels van de anemoon leven. De soort kan in hoog tempo onder water gelegen oppervlakten koloniseren. E. pallida  wordt bejaagd door verschillende zeenaaktslakken, waaronder Berghia coerulescens, Berghia stephanieae en Spurilla neapolitana. Deze zeenaaktslakken kleuren vaak helderbruin doordat ze de zoöxanthellen van de anemoon binnenkrijgen.

## Beschrijving
E. pallida heeft slanke, bruine en gedeeltelijk doorzichtige poliepen die ongeveer 2,5 centimeter hoog worden. De poliepen bevatten dunne spleetjes waaruit acontia (draadachtige organen met netelcellen) kunnen worden afgevuurd. De orale schijf is 1 centimeter breed en de mondopening wordt omgeven door vele korte tentakels. De soort komt veel voor in ondiepe zeeën met harde, rotsachtige substraten maar ook in mangroves.

## In de wetenschap
E. pallida is eenvoudig te houden in het laboratorium en is een bekend modelorganisme, dat onder meer veel gebruikt is om onderzoek te doen naar neteldierbiologie. De soort is vatbaar voor bepaalde koraalziekten en wordt gebruikt als een model om koraalfysiologie te bestuderen. Zeeanemonen vertonen een uitstekend regeneratievermogen; afgebroken delen groeien snel weer. Het genoom is goed bekend.